# Nazem Kadri
Nazem Kadri (London, 6 ottobre 1990) è un hockeista su ghiaccio canadese.

## Palmarès

### Mondiali giovanili
- 1 medaglia:
  - 1 argento (Saskatoon 2010)